# ザ・リクルート
『ザ・リクルート』（The Recruit）は、Netflixオリジナルシリーズのスパイ・サスペンスドラマ。
シーズン1（全8話）は2022年12月16日、シーズン2（全6話）は2025年1月30日に、Netflixで配信された。
一話あたり50分から62分。

## あらすじ

### シーズン1
CIAに入局して2日目の新人弁護士オーウェン・ヘンドリックスは、職場の先輩から地味で面倒な仕事を押し付けられる。CIAに毎日大量に届く脅迫状、通称「グレイメール」の中身を確認するというものだった。
ほとんどの手紙はゴミ同然だったが、オーウェンはフェニックスの刑務所に収監されているマックス・メラッゼという囚人から送られてきた一通の手紙に目を止める。そこには、一般人には決して知られてはならない作戦名や人物名が記されていた。
オーウェンは法務部部長のウォルター・ナイランドにこの手紙を報告し、調査を命じられる。
イエメンの秘密基地でCIA工作員ドーン・ギルベインから、マックス・メラッゼが元諜報員であり、ロシアの軍上層部とも繋がりを持つ有能なスパイだと聞かされたオーウェンは、マックスに会うため刑務所へ向かう。
マックスと面会したオーウェンは、彼女からCIAの機密書類を持っていることを告げられ、自分を釈放しなければ機密情報を暴露すると脅迫される。

### シーズン2
シーズン1の最終シーンでの窮地から救助されたオーウェン。
CIA長官はギルベインから作戦失敗を報告されると、防諜部(CEG)が調査に行くから覚悟しておくように、と叱責する。
さらに現場指揮権をギルベインからレスター・キッチンズに移し、マックスの娘が母親と同様にロシアに精通している事を利用して作戦を遂行するように指示する。
オーウェンとギルベインは今回の任務失敗の言い逃れとして、マックスとザンダー・ゴイが共謀してCIAを陥れようとし作戦を邪魔した、と口裏を合わせる。
謹慎扱いとされ、何もするなと厳命されたオーウェンは、暇を持て余す。
そこに、以前にオーウェンのオフィスを使っていた人物宛てで韓国から郵便物が届く。書簡には「RQスワロー」という実在しない国コードが書かれていたため、顔見知りの分析官に頼みこみ、「RQスワロー」の検索を実行した途端に警報が鳴り響き、オーウェンはセキュリティに取り押さえられる。
ウォルター部長から、この件は、偽の国コードを使用するほど極秘の作戦で、CIA長官からは「何としても処理しろ」とのお達しがあったと説明されたオーウェンは、このグレイメールの送り主を調査させて欲しい、と願い出る。オーウェンには、監視役のヤヌス・ファーバーと共に韓国に行き、「RQスワロー」について知っている者＝グレイメールの送り主を見つけ出すようにとの指示が下る。

## スタッフ
- 製作総指揮：ダグ・リーマン
- 監督：ダグ・リーマン、アレックス・カリムニオス (Alex Kalymnios)、エマニュエル・オセイ・クフォー (Emmanuel Osei-Kuffour)、ユリアン・ホルムズ (Julian Holmes)、ジェシカ・ユー (Jessica Yu)、ヴィエット・ヌウィン (Viet Nguyen)、ジョン・ハイアムズ (John Hyams)
- 脚本：アレクシ・ホーリー (Alexi Hawley)、George V. Ghanem、アメリア・ローパー (Amelia Roper)、H・N・ディーブ (Hadi Nicholas Deeb)、ニコール・R・レヴィ (Niceole R. Levy)、マヤ・ゴールドスミス (Maya Goldsmith)、ブライアン・オー (Bryan Oh)、スー・チョン (Sue Chung)、Neda Davarpanah

## キャスト
- オーウェン・ヘンドリックス (Owen Hendricks)

演 – ノア・センティネオ、日本語吹替 - 阿座上洋平
CIAの法務部に入局した新人弁護士。
父親はアフガニスタン駐留中にタリバンの爆弾テロにより死亡。そのせいで母親は精神を病んでいる。

### シーズン1
- マックス・メラッゼ (Max Meladze)

演 – ローラ・ハドック、日本語吹替 - 佐古真弓
ベラルーシ出身の元スパイ。
殺人容疑でアリゾナ州フェニックスの刑務所に収監されている。機密情報を暴露するとしてCIAを脅迫する。
- ウォルター・ナイランド (Walter Nyland)

演 – ヴォンディ・カーティス＝ホール、日本語吹替 - 立川三貴
CIA法務部部長。オーウェンの上司。
- ヴァイオレット・エブナー (Violet Ebner)

演 – アーティ・マン、日本語吹替 - 罍陽子
CIA職員。オーウェンの同僚。オーウェンを敵視する。
- レスター・キッチンズ (Lester Kitchens)

演 – コルトン・ダン（Colton Dunn）、日本語吹替 - 山本格
CIA職員。オーウェンの同僚。ヴァイオレットとは長年の相棒。
- アメリア・サラザール (Amelia Salazar)

演 - ケイラ・ザンダー (Kaylah Zander)、日本語吹替 - 福原綾香
CIA職員。元検事補。オーウェンの先輩。
- ヤヌス・ファーバー (Janus Ferber)

演 - クリスチャン・ブルーン (Kristian Bruun)、日本語吹替 - 山本高広
CIA職員。元工作員。オーウェンの先輩。
- ドーン・ギルベイン (Dawn Gilbane)

演 - エンジェル・パーカー (Angel Parker)、日本語吹替 - 渡辺明乃
CIA工作員。
- ザンダー・ゴイ (Xander Goi)

演 - バイロン・マン、日本語吹替 -
CIA工作管理官。スイーツ好きで、あだ名は「パイ・キング」。
- アルトン・ウェスト (Alton West)

演 - ネイサン・フィリオン、日本語吹替 - 加藤亮夫
CIA長官。
- ハンナ・コープランド (Hannah Copeland)

演 – ファイヴェル・スチュワート（Fivel Stewart）、日本語吹替 - 駒形友梨
オーウェンとテレンスのルームメイト。民間の弁護士。
- テレンス・ホフマン (Terence Hoffman)

演 – ダニエル・クインシー・アノー（Daniel Quincy Annoh）、日本語吹替 - 株元英彰
オーウェンとハンナのルームメイト。財務省に勤務。

### シーズン2
- ニチカ・ラシン (Nichka Lashin) / カロリーナ

演 - マディー・ハッソン (Maddie Hasson)
ロシアン・マフィアの殺し屋。マックス・メラッゼの娘。
- グレース・チョ (Grace Cho)

演 - キム・ヨンア
大韓民国国家情報院 (NIS)の副院長。
- キム・ジャンキュン (Jang-Kyu Kim)

演 - ユ・テオ
NISの工作員。
- ジェイ・キング (Jae King)

演 - オマール・マスカティ (Omar Maskati)
NISの工作員。恋人としてハンナに接近する。
- リー・ユジン (Yoo Jin Lee)

演 - シン・ドヒョン (Shin Do-hyun)
オーウェンの幼馴染で初恋の相手。
- キム・ナンヒ (Nan Hee Kim)

演 - イ・サンヘ (Sanghee Lee)
サハリンで誘拐されたNGO職員。ジャンキュンの妻。
- トム・ウォレス (Tom Wallace)

演 - フェリックス・ソリス (Felix Solis)
アメリカ国務省の人質問題大統領特使 (SPEHA)。
- オリバー・ボナー・ジョーンズ (Oliver Bonner-Jones)

演 - ジェームズ・ピュアフォイ
誘拐ビジネスに詳しく、タリバンとのコネクションを持つイギリス人。
- ケンタ・ナカノ

演 - ヒロ・カナガワ
ロシア東部にも縄張りを持つヤクザ「山崎組」の幹部。
- アマンダ・ファーン (Amanda Fern)

演 - アラナ・ホーリー・パービス (Alana Hawley Purvis)
CIAのソウル支局長。
- マーシー・ポッター (Marcy Potter)

演 - ブルック・スミス
CIA防諜部 (CEG)の調査官。
- ジュノ・マーシュ  (Juno Marsh)

演 - デヴィカ・ビセ (Devika Bhise)
CIA防諜部 (CEG)の調査官。

## サブタイトル

### シーズン1
1）I.N.A.S.I.A.L. (I'm Not a Spy, I'm a Lawyer)
日本配信版のサブタイトル：エピソード1 : S.D.N.B (スパイでなく弁護士)
2) N.L.T.S.Y.P. (Never Let Them See You Pucker)
日本配信版のサブタイトル：エピソード2 : K.D.W.M (決して動揺を見せるな)
3) Y.D.E.K.W.Y.D. (You Don't Even Know What You Do)
日本配信版のサブタイトル：エピソード3 : N.M.W.K (何も分からないくせに)
4) I.Y.D.I.A.A.C. (If You Do It as Anderson Cooper)
日本配信版のサブタイトル：エピソード4 : M.G.S (目撃者)
5) T.S.L.A.Y.P. (That Sounds Like a You Problem)
日本配信版のサブタイトル：エピソード5 : H.T.S.D (へー大変そうだな)
6) I.C.I.N.C. (I'm Clenching, I'm Not Clenching)
日本配信版のサブタイトル：エピソード6 : S.M.S.N (諦める、諦めない)
7) I.M.F.T.B.S. (It's My First Time Being Sexpionaged)
日本配信版のサブタイトル：エピソード7 : H.T.W.H (ハニートラップは初めて)
8) W.T.F.I.O.H. (Who the Fuck Is Owen Hendricks?)
日本配信版のサブタイトル：エピソード8 : O.H.T.N (オーウェン･ベンドリックスって何者?)

### シーズン2
1) Y.N.A.H.Y.A.L. (You're not a hero, you're a lawyer)
日本配信版のサブタイトル：エピソード1 : K.W.S.D.N.B (君は主役じゃなくて弁護士)
2) Y.A.R.A.C.O.T.D.O.P. (You are really a condom on the dick of progress)
日本配信版のサブタイトル：エピソード2 : S.T.W.W.N (職員の手を煩わせるな)
3) H.H.I.I.T.K.A.L. (How hard is it to kill a lawyer?)
日本配信版のサブタイトル：エピソード3 : N.D.K.N (なんで殺せないの)
4) A.T.N.W.H.Y.P.A.B.H. (And then Nyland will have you pulled apart by horses)
日本配信版のサブタイトル：エピソード4 : S.Y.K.N.K.R (そして八つ裂きの刑にかけられる)
5) W.S.T.W.T.P. (We're still tinkering with the programmatics)
日本配信版のサブタイトル：エピソード5 : K.W.M.C.D (計画はまだ調整段階)
6) I.D.N.W.T.B.D.I. (I do not want to be dead inside)
日本配信版のサブタイトル：エピソード6 : K.W.O.K.T.N (心を押し殺したくない)